# Ostfildern
Ostfildern (phát âmⓘ) là một thị trấn thuộc huyện Esslingen, bang Baden-Württemberg, miền nam Đức. Nơi đây cách Stuttgart 8 km về phía đông nam. Thành lập vào năm 1975, thị trấn hiện có khoảng 37,000 cư dân.

## Địa phương kết nghĩa
Ostfildern kết nghĩa với:
- Bierawa, Ba Lan
- Hohenems, Áo
- Mirandola, Ý
- Montluel, Pháp
- Poltava, Ukraina
- Reinach, Thụy Sĩ